# Сітаун
Сітаун (бірм. စစ်တောင်းမြစ် sɪʔ táʊɴ mjɪʔ) — річка в М'янмі (Бірмі).
Річка бере початок у горах Пегу. Протікає переважно з півночі на південь. Це одна з найбільших річок в М'янмі (довжина — 560 км), площа басейну — близько 34 000 км². Живлення річки дощове, з літньою повінню. Середня витрата води близько 1300 м³/с. Впадає в затоку Моутама (Мартабан) Андаманського моря.
Протягом 80 км від гирла схильна до впливу морських припливів. Води річки використовується для зрошення. З'єднана каналом з річкою Пегу.
У зв'язку з вирубкою лісів річка дуже обміліла.